# Furtuna tropicală Beta (2020)
Furtuna tropicală Beta a fost un ciclon tropical care a adus precipitații abundente, inundații și vreme severă în sud-estul Statelor Unite în septembrie 2020. Beta, a douăzeci și patra depresiune tropicală și a douăzeci și treia furtună cu nume din sezonul uraganelor din Atlantic din 2020⁠(d), care a bătut recorduri în Atlantic, s-a format inițial dintr-o depresiune⁠(d) de joasă presiune care s-a dezvoltat în nord-estul Golfului Mexic la 10 septembrie. Această depresiune s-a deplasat încet spre sud-vest, dezvoltarea sa fiind inițial împiedicată de dezvoltarea uraganului Sally⁠(d), aflat în apropiere. După ce Sally s-a deplasat spre interior deasupra sud-estului Statelor Unite și a slăbit, perturbarea a devenit aproape staționară în sud-vestul Golfului, unde a început să se organizeze. Până la 16 septembrie, furtuna a dobândit un centru de circulație la nivel scăzut și era suficient de organizată pentru a fi desemnată Depresiunea Tropicală Douăzeci și Doi. Sistemul și-a menținut intensitatea timp de o zi datorită influenței forfecării puternice a vântului⁠(d) și a aerului uscat, înainte de a atinge în cele din urmă puterea de furtună tropicală. Sistemul s-a deplasat încet spre nord și s-a intensificat până a devenit o furtună tropicală de mărime medie, înainte ca aerul uscat și forfecarea vântului să-i oprească intensificarea. Beta a devenit apoi aproape staționară pe 19 septembrie, înainte de a începe să se deplaseze spre vest, spre coasta Texasului, în ziua următoare, slăbind pe măsură ce se apropia. Pe 21 septembrie, Beta a atins țărmul⁠(d) în apropiere de Peninsula Matagorda⁠(d), Texas, ca o furtună tropicală minimă. A slăbit ulterior până la o depresiune tropicală în ziua următoare, înainte de a deveni post-tropicală⁠(d) la începutul zilei de 23 septembrie. Resturile sale s-au deplasat spre nord-est, înainte ca centrul să se alungească și să fuzioneze cu un front rece⁠(d) la începutul zilei de 25 septembrie.
Natura întinsă și mișcarea lentă a furtunii au făcut ca numeroase zone de pe coasta Golfului să fie lovite de valuri puternice și valuri înalte timp de mai multe zile, în timp ce ploile torențiale și mareele provocate de furtună⁠(d) au afectat zone care deja se chinuiau să se recupereze după cicloni tropicali anteriori, precum uraganele Laura⁠(d) și Sally. Mai multe străzi, autostrăzi și chiar interstate din Houston au fost închise din cauza inundațiilor. Louisiana, Mississippi, Alabama, Georgia și Carolina au fost afectate de inundații, rafale de vânt și vreme severă. A fost confirmat un deces în Texas ca urmare a efectelor furtunii Beta. Pagubele totale provocate de furtună au fost estimate la cel puțin 225 de milioane de dolari.

## Notă explicativă
1. ↑  Depresiunea precursoare a lui Beta a fost clasificată din punct de vedere operațional drept a douăzeci și doua depresiune a sezonului. În analiza post-sezon, s-a descoperit că furtuna subtropicală Alpha se dezvoltase cu șase ore înaintea ei.[1]